# Иван Георгиев – Рембранда
Иван Христов Георгиев – Рембранда е значим български художник живописец, представител на независими течения в живописта по време на социализма и първите години на прехода; асоцииран с абстрактния експресионизъм. Въпреки огромното си творчество не е направил нито една изложба приживе.

## Биография и творчество
Роден е на 11 септември 1938 г. в София. В годините 1948 – 1963 г. Иван Георгиев заедно с родителите, братята и сестрите си, е изселен в с. Ковачевци.
През 1966 г. завършва живопис във Висшия институт за изобразително изкуство „Николай Павлович“ в класа на проф. Панайот Панайотов. Работи основно с маслени бои на платно или картон, акварел, темпера, туш, смесена техника на хартия. Творчеството му минава през множество стилове, от фигурални композиции, през импресионистични пейзажи, портрети и натюрморти, до разнообразни форми на абстрактна живопис. Тъй като никога не е показвал творбите си пред широка публика, проследяването на периоди в творчеството му е трудно. По-голямата част от творбите му са частно притежание в различни колекции и цели етапи от творчеството му са слабо познати.
За пръв път негови платна се излагат от куратора и колекционер Максимилиян Киров като част от колективна изложба през 1995 г. – година след смъртта на художника. Най-обемната, ретроспективна изложба на творби на художника се състои през април 2008 г. в Софийска градска художествена галерия.